# Lee Friedlander
Lee Friedlander (Aberdeen, 14 luglio 1934) è un fotografo statunitense, conosciuto per le sue immagini asimmetriche in bianco e nero aventi come soggetto i paesaggi sociali urbani degli Stati Uniti (“street photography”).

## Biografia

### Prima della Fama
L’interesse di Friedlander per la fotografia iniziò quando aveva appena 14 anni. Prima di trasferirsi a New York nel 1956, studiò per un breve periodo all’ “Art Centre School” di Los Angeles. Quando arrivò a New York, Friedlander iniziò la sua carriera fotografando dei soggetti da copertina per la casa discografica “Atlantic Records”, concentrandosi principalmente sullo stile Jazz e Blues collaborando anche con artisti come Duke Ellington, Charles Mingus e John Coltrane, o Sweet Emma Barrett in New Orleans. Oltre al suo lavoro iniziale, iniziò a lavorare come fotografo freelance per diverse riviste come Collier’s, McCall’s, e Sports illustrated.

### L'esordio
Negli anni '60 Friedlander emerse, contemporaneamente a Garry Winogrand e Diane Arbus, come parte della generazione dei “fotografi di strada” (Street photographers), utilizzando uno “snapshot aesthetic” per catturare dei soggetti contemporanei urbani con un “realismo risoluto”. Per rispettare la tradizione dei suoi predecessori Robert Frank e Walker Evans, Friedlander intraprese numerosi viaggi su strada attraverso tutti gli Stati Uniti, e le persone ed i luoghi che visitava durante quei viaggi diventarono il suo materiale come fonti primarie.

### La svolta
Nel 1963, Friedlander espone al Museo Internazionale di Fotografia presso la George Eastman House nella sua prima mostra solista.
Nel 1967 John Szarkowski, studioso e curatore al Museo di arte moderna di New york, incluse Friedlander nella rivoluzionaria esibizione “New Documents”. Quell’esibizione riconobbe un nuovo stile di fotografia documentaria che celebrò il punto di vista del fotografo. 30 delle fotografie di Friedlander, molte delle quali avevano come soggetto luoghi urbani, vennero esibite insieme a quelle di Winogrand ed Arbus. L’esibizione diede una svolta rilevante alle carriere di tutti e tre i fotografi.
Alcune delle fotografie più famose di Friedlander appaiono nel numero di settembre del 1985 sulla rivista Playboy: si tratta di immagini di nudo in bianco e nero di Madonna, all'epoca studentessa e pagata 25$ per il servizio fotografico. Una delle immagini fu battuta a 37500 $ in un'asta di Christie's Art House.

## Lo stile e l'attrezzatura
Friedlander era particolarmente conosciuto per le sue fotografie in bianco e nero (scattate principalmente con una Leica 35-mm), che generalmente ritraevano soggetti estremamente banali come: cartelli stradali, vetrine, alberi e così via. 

### Le tecniche
Sin dall’inizio della sua carriera Friedlander ha utilizzato diverse tecniche per complicare e distorcere la visione dell’immagine ritratta; la maggior parte di queste tecniche comprendeva utilizzare le immagini riflesse di diversi oggetti quotidiani, come vetrine di negozi, porte e lastre di vetro, e specchi di varie dimensioni. 

### L'attrezzatura
Nel 1990 Friedlander cambiò la sua Leica con una Hasselblad Superwide, la quale gli permise di scattare immagini molto nitide e dettagliate. La lente grandangolo era più appropriata per il suo stile “iniziale”, permettendogli di scattare foto dei paesaggi americani cogliendo l’intera scena, come quelle presenti nel “The Desert Seen” (1996).

## Riconoscimenti
Durante la sua carriera Friedlander vinse numerosi premi di prestigio. Alcuni di essi sono: tre borse di studio della Guggenheim Foundation (1960, 1962, e 1977), quattro finanziamenti da parte del National Endowment for the Arts (1977, 1978, 1979, and 1980), una medaglia Edward MacDowell  (1986), French Chevalier of the Order of Arts and Letters (1999), un “finanziamento per il talento ingegnoso” da parte della MacArthur Foundation (1990), ed un Premio Internazionale Hasselblad (2005).